# Compases para preguntas ensimismadas
Compases para preguntas ensimismadas es una composición musical para viola, cuerdas, sexteto de viento y percusión del alemán compositor Hans Werner Henze. 
Fue escrita entre 1969 y 1970. El título está tomado de las líneas del poeta chileno Gastón Salvatore. La parte de viola es un monólogo central, paralelo al Concierto para violín y orquesta de Alban Berg, que según algunos críticos parece ser la referencia directa.
Fue encargado por Paul Sacher para el violista japonés Hirofumi Fukai, quien le dio el estreno en Basilea el 11 de febrero de 1971, y posteriormente lo grabó bajo la batuta del compositor.